# 제이슨 스타
제이슨 스타(영어: Jason Starr, 1966년 11월 22일 ~ )는 미국의 소설가이다. 《터프 럭》, 《트위스티드 시티》, 《플라워》 등으로 널리 알려진 미스터리 & 스릴러 작가로, 그동안 그의 작품은 전 세계적 주목을 받으며 십여 개 언어로 번역 출간되었다. 스타는 《런던 대로》를 쓴 켄 브루언과 함께 하드 케이스 크라임 소설 시리즈를 출간하기도 했으며, 마블과 DC, 버티고, 붐!스튜디오에서 울버린, 퍼니셔, 배트맨, 닥 새비지, 저스티스 Inc. 등의 제작에 참여해 각본을 쓰기도 했다. 그가 쓴 소설의 상당수가 영화나 TV 시리즈로 각색되었는데, 특히 2015년에는 여섯 편의 소설이 제작되었거나 혹은 제작되고 있다. 2005년 《트위스티드 시티》와 2011년 《칠》로 각각 앤서니상을 한 차례씩 받았으며, 2003년에는 《터프 럭》으로 배리상을 수상했다. 왕성한 창작 활동을 벌이는 스타의 2015년 10월 출간 예정 작품으로 《새비지 레인》이 있다. 브루클린 출생으로 현재는 맨해튼에 거주한다.

## 저작
| 연도 | 제목              | 원제                     | 비고        |
| ---- | ----------------- | ------------------------ | ----------- |
| 2003 | 터프 럭           | Tough Luck               |             |
| 2004 | 뒤틀린 도시       | Twisted City             |             |
| 2015 | 앤트맨: 천적      | Ant-Man: Natural Enemy   | 앤트맨 소설 |
| 2015 | 새비지 레인       | Savage Lane              |             |
| 2017 | 고담: 어둠의 여명 | Gotham: Dawn of Darkness |             |